# بطولة الأمم الست 2017
بطولة الأمم الستة 2017 (بالإنجليزية: 2017 Six Nations Championship)‏ هو الموسم 123 من  بطولة الأمم الستة. أقيم خلال الفترة 4 فبراير 2017 وحتى 18 مارس 2017، وكان عدد الأندية المشاركة فيه  6، وفاز فيه منتخب إنجلترا الوطني لاتحاد الرغبي.